# Римини (провинция)
Римини (итал. Provincia di Rimini) — провинция в Италии, в регионе Эмилия-Романья. Столицей провинции является город Римини. На юге граничит с республикой Сан-Марино.

## История
Римини была основана в 268 году до н. э. как латинская колония и соединялась с Римом Фламиниевой дорогой и Эмилиевой дорогой. После падения Рима в 476 году провинция присоединились к Византийской конфедерации, включавшей несколько городов вдоль побережья Марке. Затем до XI века провинция находилась под властью Пап, после чего перешла под покровительство рода Малатеста, а также короткое время принадлежала Венеции.
Во время Второй мировой войны подверглась бомбардировкам, но в 1944 году была освобождена британскими и польскими войсками.
В 2006 году состоялся референдум, по результатам которого в 2009 году Римини из провинции Пезаро-э-Урбино были переданы семь муниципалитетов Монтефельтро: Кастельдельчи, Майоло, Новафельтрия, Пеннабилли, Сан-Лео, Сант-Агата-Фельтрия и Таламелло.

## География
С севера провинция частично ограничена рекой Усо, отделяющей её от Форли-Чезены, а с юга — рекой Таволло, отделяющей её от Марке.
Северо-запад провинции имеет пологий рельеф и исторически был в основном сельскохозяйственным. На востоке провинция омывается Адриатическим морем. Берег в основном песчаный и пологий, со множеством пляжей, что способствует развитию туризма.
Запад и юг провинции в основном холмистые, рельеф становится всё более горным по мере удаления от побережья. В двух основных долинах в массиве холмов протекают реки Мареккия и Конка. Юго-запад провинции упирается в предгорья Апеннин, высшая точка (на территории провинции) — гора Монте-Карпенья (1415 метров над уровнем моря).

## Основные коммуны
| Коммуна                   | Население |
| ------------------------- | --------- |
| Римини                    | 134,880   |
| Риччоне                   | 34,682    |
| Сантарканджело-ди-Романья | 20,102    |
| Беллария-Иджеа-Марина     | 17,106    |
| Каттолика                 | 16,044    |
| Мизано-Адриатико          | 10,897    |
| Веруккьо                  | 9,417     |
| Кориано                   | 9,173     |
| Сан-Джованни-ин-Мариньяно | 8,271     |
| Новафельтрия              | 7,258     |
| Морчано-ди-Романья        | 6,283     |